# Lispe kowarzi
Lispe kowarzi este o specie de muște din genul Lispe, familia Muscidae, descrisă de Becker în anul 1903. Conform Catalogue of Life specia Lispe kowarzi nu are subspecii cunoscute.